# Barbican à tête rouge
Trachyphonus erythrocephalus
Espèce
Statut de conservation UICN

 LC  : Préoccupation mineure
Le Barbican à tête rouge (Trachyphonus erythrocephalus) est une espèce d'oiseaux de la famille des Lybiidae.

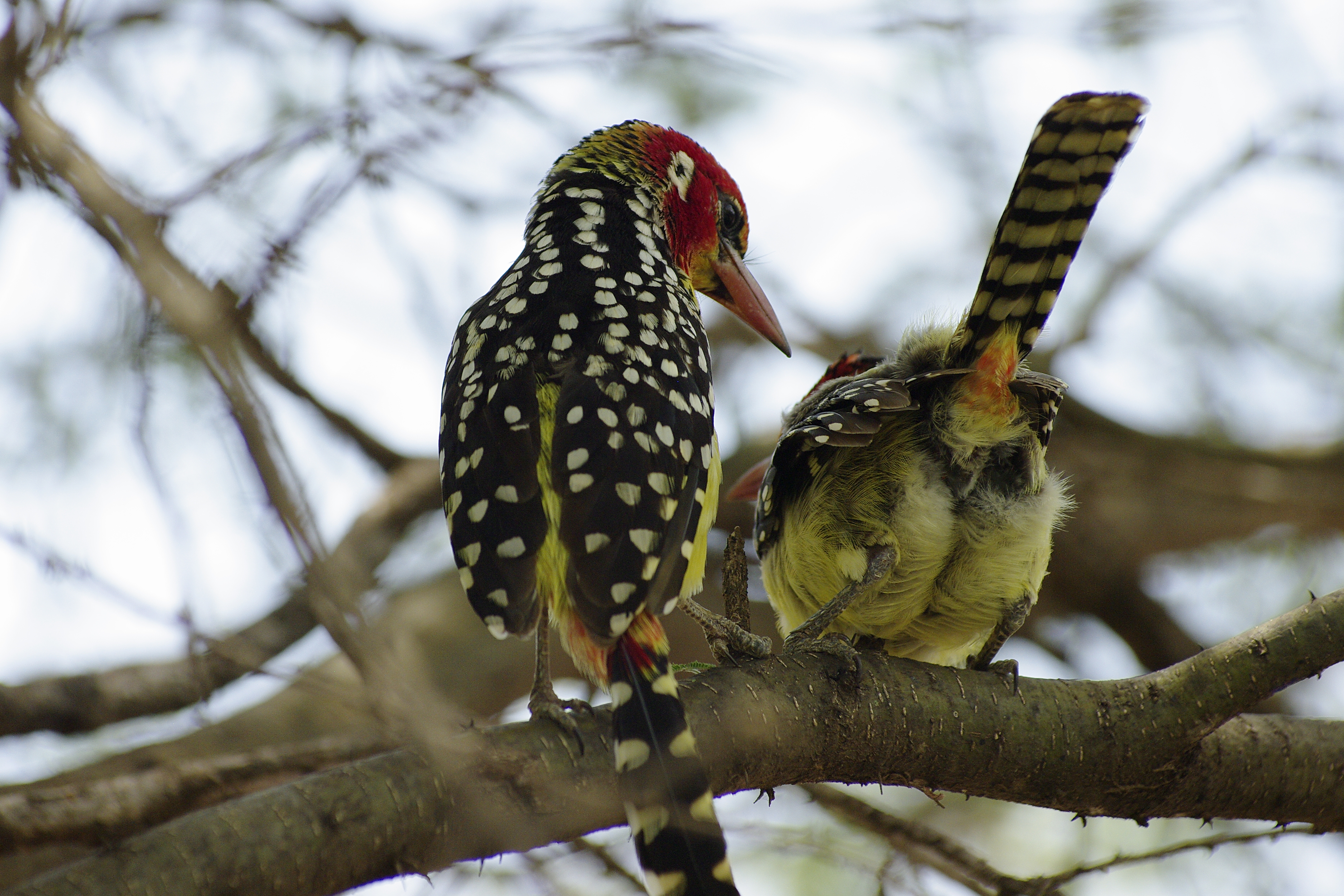
Couple de Trachyphonus erythrocephalus en Tanzanie.

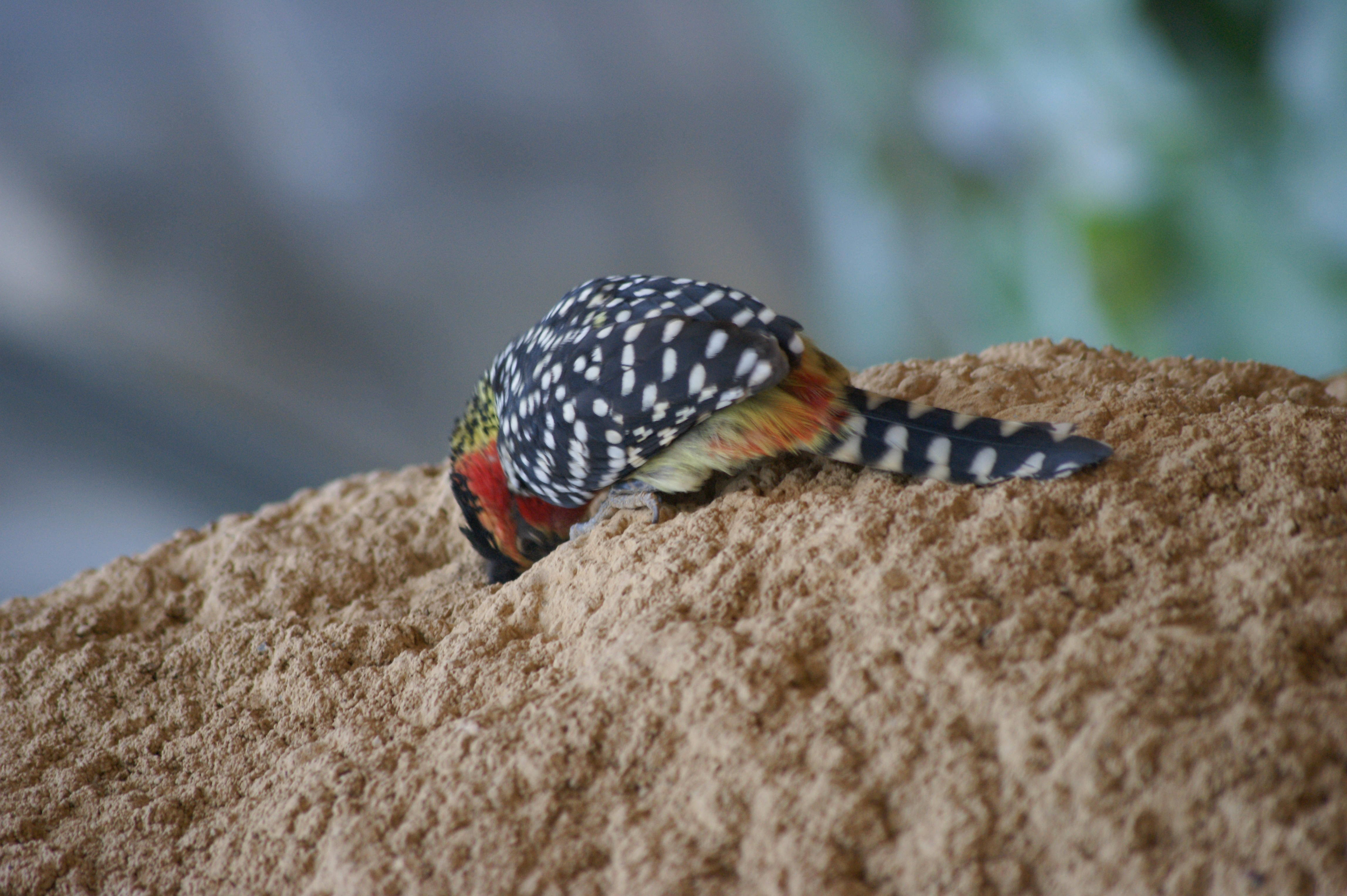
Un barbican à tête rouge chassant dans une termitière